# Fraunhofer-Center für Maritime Logistik und Dienstleistungen
Das Fraunhofer-Center für Maritime Logistik und Dienstleistungen CML entwickelt Lösungen für den maritimen Sektor und maritime Lieferketten. Es unterstützt Unternehmen und Einrichtungen aus Schifffahrt, Hafenwirtschaft und Logistik bei der Initiierung und Umsetzung neuer Technologien und Prozesse.

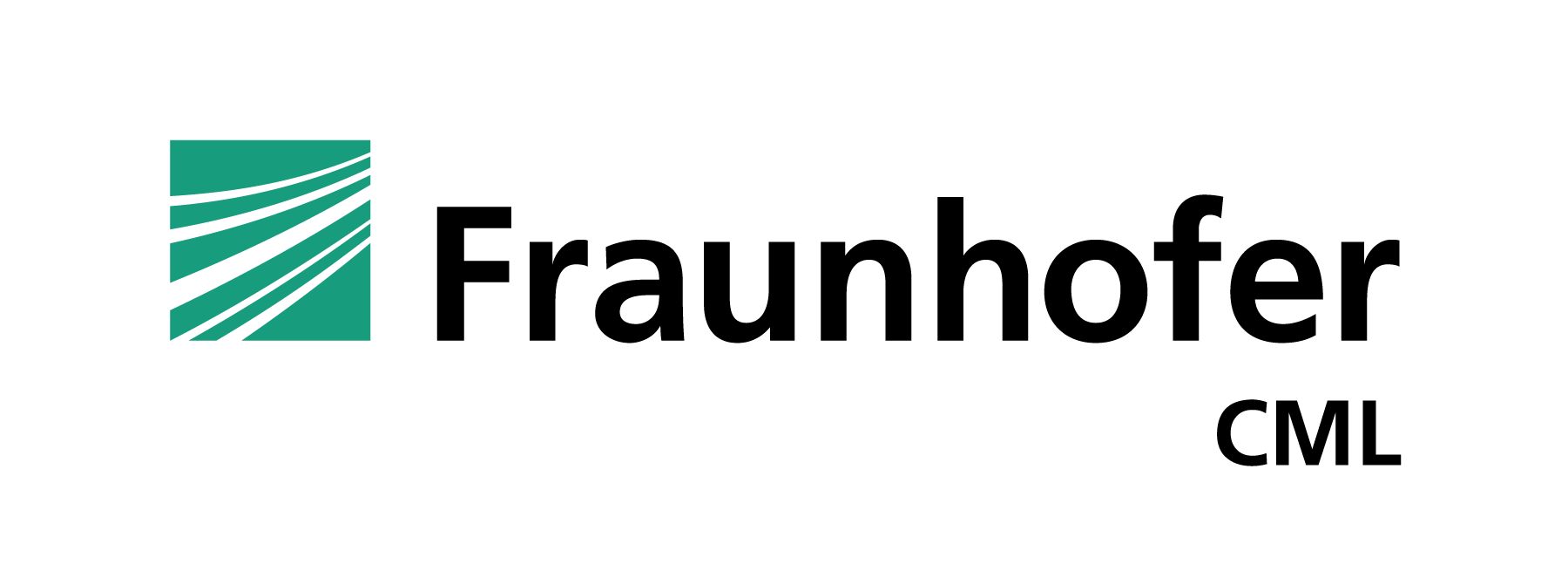

Das Fraunhofer CML wurde 2010 als Teil des Fraunhofer-Instituts für Materialfluss und Logistik IML in Hamburg gegründet.

## Forschungsschwerpunkte
Vier Gruppen forschen und arbeiten am Fraunhofer CML:
Die Gruppe Nautik und Seeverkehr setzt sich mit Fragestellungen rund um die nautische Sicherheit und Steuerung auseinander und setzt u. a. drei Schiffsführungssimulatoren ein.
Im Schiffs- und Flottenmanagement werden Lösungen für Aufgaben in Optimierungssituationen und für Fragen der maritimen Kommunikation entwickelt. Modernes Informationsmanagement an Bord und an Land bietet erhebliche Effizienz- und Wirtschaftlichkeitspotenziale. Im Vordergrund stehen Personal- und Beschaffungsvorgänge, die oftmals große Anteile der Betriebskosten darstellen. Deshalb hat das CML eine Lösung für die Optimierung des Creweinsatzes an Bord entwickelt.
Die Gruppe Hafen- und Terminalentwicklung analysiert maritime Transportketten und Hafenstandorte. Strategische Standortkonzepte für Häfen werden hier ebenso entwickelt wie Terminallayouts, die parallel zwei- oder dreidimensional auf einem Smartboard abgebildet werden. Ein weiterer Schwerpunkt dieser Gruppe ist die Erforschung von Digitalisierungsprozessen im Hafenumfeld und deren Umsetzung auch in kleinen und mittleren Unternehmen.
Die Gruppe Hafentechnologien befasst sich mit Forschungsfragen rund um Automatisierung und Digitalisierung im Hafenumfeld. Im Vordergrund steht hierbei die sichere, wirtschaftliche und emissionsarme Gestaltung der Prozesse und Strukturen im Hinblick auf den Güterumschlag in den Hafenterminals.

## Kooperationen
Das Fraunhofer CML kooperiert mit nationalen und internationalen Wissenschaftseinrichtungen und Institutionen.

## Infrastruktur
Im Fraunhofer CML arbeiteten 2022 mehr als 90 Forscherinnen und Forscher sowie Verwaltungsangestellte.